# Mason Flesch
Mason Flesch (Cobourg, Ontario; 18 de noviembre de 1999) es un jugador profesional canadiense de rugby que se desempeña en la posición de ala abierto en Chicago Hounds, equipo perteneciente a la liga Major League Rugby.

## Carrera
En 2020, Flesch hizo su debut como profesional con el equipo Toronto Arrows (2020-2023), después pasó a Chicago Hounds, disputando su cuarta temporada en la Major League Rugby.